# Ilario Lanivi
Ilario Lanivi és un polític valldostà. Antic militant de la DCI, el 1970 formà part de l'escissió dels Demòcrates Populars que el 1984 formaren els Autonomistes Demòcrates Progressistes. El 1991 protagonitzà una nova escissió, els Autonomistes Independents, que formaren govern a la Vall d'Aosta amb la DCI i el PSI. El 1992-1993 fou president del Consell de la Vall. El 1993 va fundar amb Cesare Dujany Per la Vall d'Aosta. El 2007 fou condemnat, juntament amb Augusto Rollandin, a pagar una indemnització de 300.000 euros per mala gestió en transports públics de la Vall.